# Depot II von Jičíněves
Das Depot II von Jičíněves (auch Hortfund II von Jičíněves) ist ein Depotfund der frühbronzezeitlichen Aunjetitzer Kultur aus Jičíněves im Královéhradecký kraj, Tschechien. Es datiert in die Zeit zwischen 2000 und 1800 v. Chr. Die erhaltenen Gegenstände des Depots sind heute zwischen dem Nationalmuseum und dem Stadtmuseum in Prag, dem Museum Kopidlno, dem Museum Tábor und dem Regionalmuseum Jičín aufgeteilt.

## Fundgeschichte
Das Depot wurde im November 1880 südwestlich von Jičíněves beim Pflügen auf einem Feld in der Nähe eines Bachs entdeckt. Die Erde soll an der Fundstelle etwas schwärzer gewesen sein als in der Umgebung, ansonsten wurden keine weiteren Befunde festgestellt. Um 1821 war an einer unbekannten Stelle in Jičíněves bereits ein erstes Depot entdeckt worden, das aber in die späte Bronzezeit datiert.

## Zusammensetzung
Das Depot bestand nach Tilmann Vachta ursprünglich aus zwölf bronzenen Ösenhalsringen und zwölf Beilen. Václav Moucha gibt hingegen elf Halsringe/Ringbarren, zwölf Beile und einen Metallhammer an. Bei den Beilen handelt es sich um vier Randleistenbeile, drei Absatzbeile und fünf nicht näher bestimmbare Exemplare. Im Nationalmuseum Prag befinden sich zwei Halsringe, ein Randleistenbeil und ein Nackenbruchstück eines weiteren sowie ein Absatzbeil, im Stadtmuseum Prag vier Halsringe, in Kopidlno fünf Halsringe, zwei wahrscheinlich vorgeschichtlich beschädigte Randleistenbeile, ein Absatzbeil und ein Hammer, in Tábor ein Halsring und ein Absatzbeil und in Jičín ein Absatzbeil. Die restlichen Beile sind verschollen.